# Anthemidaphis oligommata
Anthemidaphis oligommata är en insektsart. Anthemidaphis oligommata ingår i släktet Anthemidaphis och familjen långrörsbladlöss. Inga underarter finns listade i Catalogue of Life.